# Восток (зупинний пункт)
Восто́к — пасажирський залізничний зупинний пункт Одеської дирекції Одеської залізниці на лінії Абаклія — Джурджулешти.
Розташований поблизу військового містечка Ренійського району Одеської області між станціями Фрикацей (7 км) та Рені-Наливна (4 км).
Обслуговується приміським поїздом Рені — Етулія двічі на добу.